# 在家塚駅
在家塚駅（ざいけづかえき）は、山梨県中巨摩郡白根町（現・南アルプス市）在家塚にあった山梨交通電車線の駅である。

## 概要
今諏訪駅から西に進んで来た線路が在家塚集落の中心に入った辺りにあり、1面1線の棒線駅であった。次の甲斐飯野駅とは、専用軌道区間には珍しく駅間距離が極めて短かった。

## 歴史
- 1930年（昭和5年）5月1日：開業。
- 1962年（昭和37年）7月1日：路線廃止により廃駅。

## 廃線後の状況
駅は専用軌道の跡地である「廃軌道」上、中部横断自動車道を越えた少し先にあった。しかし西野駅同様、「廃軌道」自体が4車線の大通りになってしまったため、痕跡は一切残されていない。

## 隣の駅
山梨交通
電車線
西野駅 - 在家塚駅 - 甲斐飯野駅